# Ningal

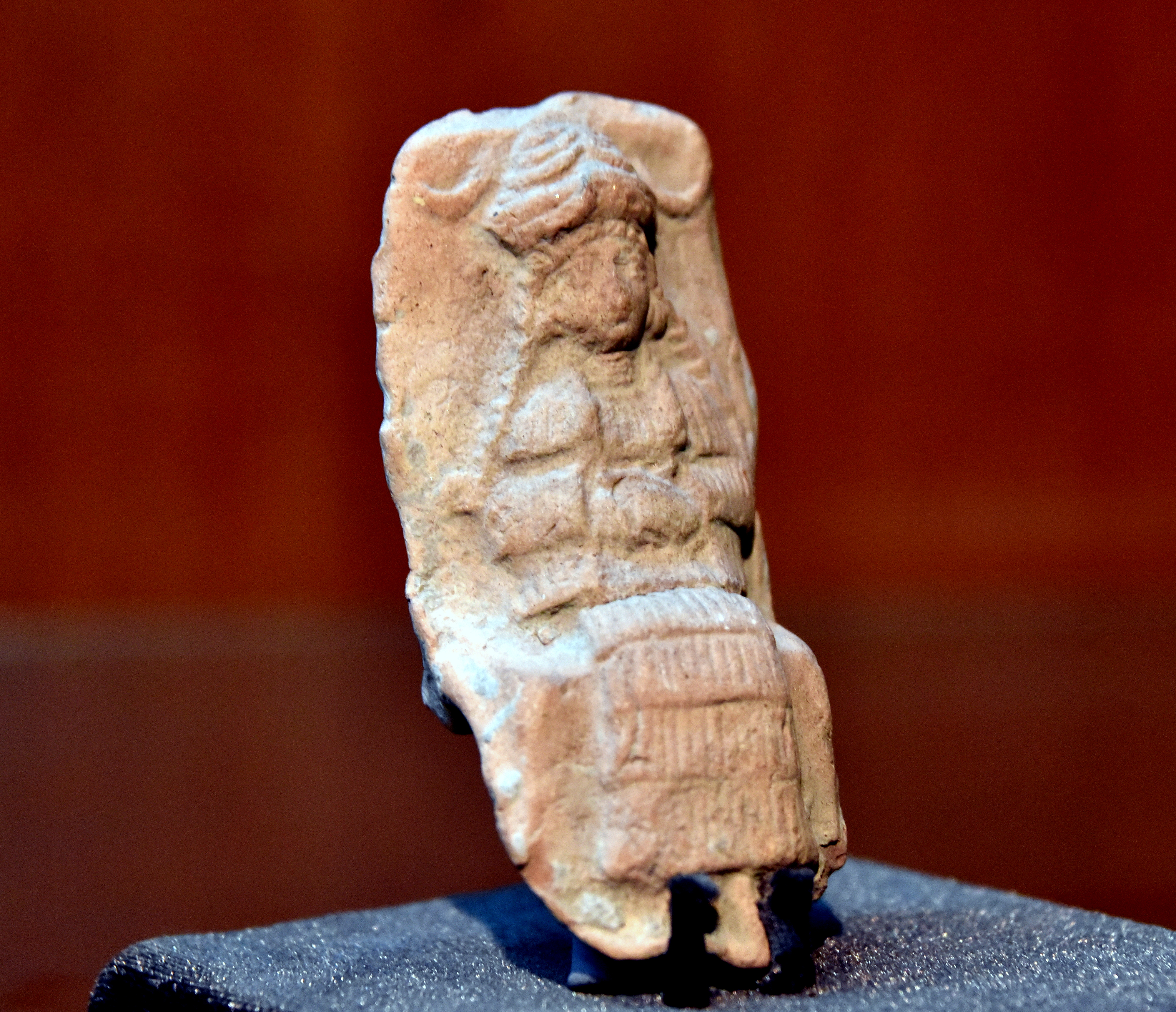
Representação de uma deidade sentada em trono, provavelmente Ishtar ou Bau, do período de 2003 a 1595 BCE. Placa encontrada em Ur, no Iraque. Atualmente no The Sulaymaniyah Museum, Iraque.

Ningal ("Grande Senhorita"), na mitologia suméria era a deusa da cana, filha de Enki e Ningikurga e cônjuge do deus da lua Nana, com quem gerou Utu, o deus filho, Inana, e em alguns textos, Ishkur. Ningal era cultuada principalmente em Ur, e provavelmente foi primeiro venerada pelos pastores das terras pantanosas do sul da Mesopotâmia.

## Referencias
Michael Jordon, Encyclopedia of Gods, Kyle Cathie Limited, 2002